# Union Pacific (film)
Union Pacific är en amerikansk dramatisk westernfilm från 1939 i regi av Cecil B. DeMille.

## Rollista
| Barbara Stanwyck  | – Mollie Monahan                          |
| Joel McCrea       | – Kapten Jeff Butler                      |
| Akim Tamiroff     | – Fiesta                                  |
| Robert Preston    | – Dick Allen                              |
| Lynne Overman     | – Leach Overmile                          |
| Brian Donlevy     | – Sid Campeau                             |
| Robert Barrat     | – Duke Ring (hantlangare till Campeau)    |
| Anthony Quinn     | – Jack Cordray (hantlangare till Campeau) |
| Stanley Ridges    | – General Casement                        |
| Henry Kolker      | – Asa M. Barrows (bankman)                |
| Francis McDonald  | – General Grenville M. Dodge              |
| Willard Robertson | – Oakes Ames                              |
| Harold Goodwin    | – E.E. Calvin (telegraf)                  |
| Evelyn Keyes      | – Mrs. Calvin                             |
| Richard Lane      | – Sam Reed                                |
| David Clyde       | – Irländare                               |